# Castlelaw Hill
Der Castlelaw Hill ist ein Hügel in den Pentland Hills. Die 488 m hohe Erhebung liegt am Nordende der rund 25 km langen Hügelkette an der Westgrenze der schottischen Council Area Midlothian. Die nächstgelegenen Siedlungen sind in jeweils rund vier Kilometern Entfernung Penicuik im Süden und Roslin im Osten. Die Nachbarhügel sind der Woodhouselee Hill im Osten, der Turnhouse Hill im Süden, der Bell’s Hill im Südwesten, Harbour Hill und Capelaw Hill im Nordwesten sowie der Allermuir Hill im Norden. Die Kuppe markiert ein moderner Cairn. Entlang der Westflanke fließt der Kirk Burn, der in das südlich aufgestaute Glencorse Reservoir einmündet.

## Umgebung
Am Castlelaw Hill finden sich zahlreiche Spuren früherer Besiedlung. Hervorzuheben ist das Castlelaw Hill Fort an der Südostflanke. Das Hillfort mit mehreren Wällen und teils erhaltenen Gebäudestrukturen stammt aus der späten Eisenzeit. Aus der Spätzeit der Nutzung um das 1. bis 2. Jahrhundert nach unserer Zeit stammt ein rund 20 m weites Erdhaus. Die Anlage ist als Scheduled Monument klassifiziert. An der Südflanke von Castlelaw Hill ist ein bis zu 2,5 m weiter ringförmiger Graben zu finden. Diese Struktur deutet auf eine ehemalige frühzeitliche Rundhütte mit einem Durchmesser von etwa zwölf Metern hin. Auch diese Anlage ist als Scheduled Monument geschützt.
Der Ringgraben liegt auf dem Gebiet eines militärischen Schießplatzes an der Südseite des Castlelaw Hills. Die Anlage erstreckt sich in einem drei Kilometer weiten Streifen westlich der A720. Ursprünglich nutzten in den Glencorse Barracks in Penicuik stationierte Einheiten das Gebiet. Heute ist die Einrichtung teilweise aufgelassen und ist Teil der Redford Barracks in Edinburgh. Herrscht kein Militärbetrieb, kann die Anlage betreten werden.

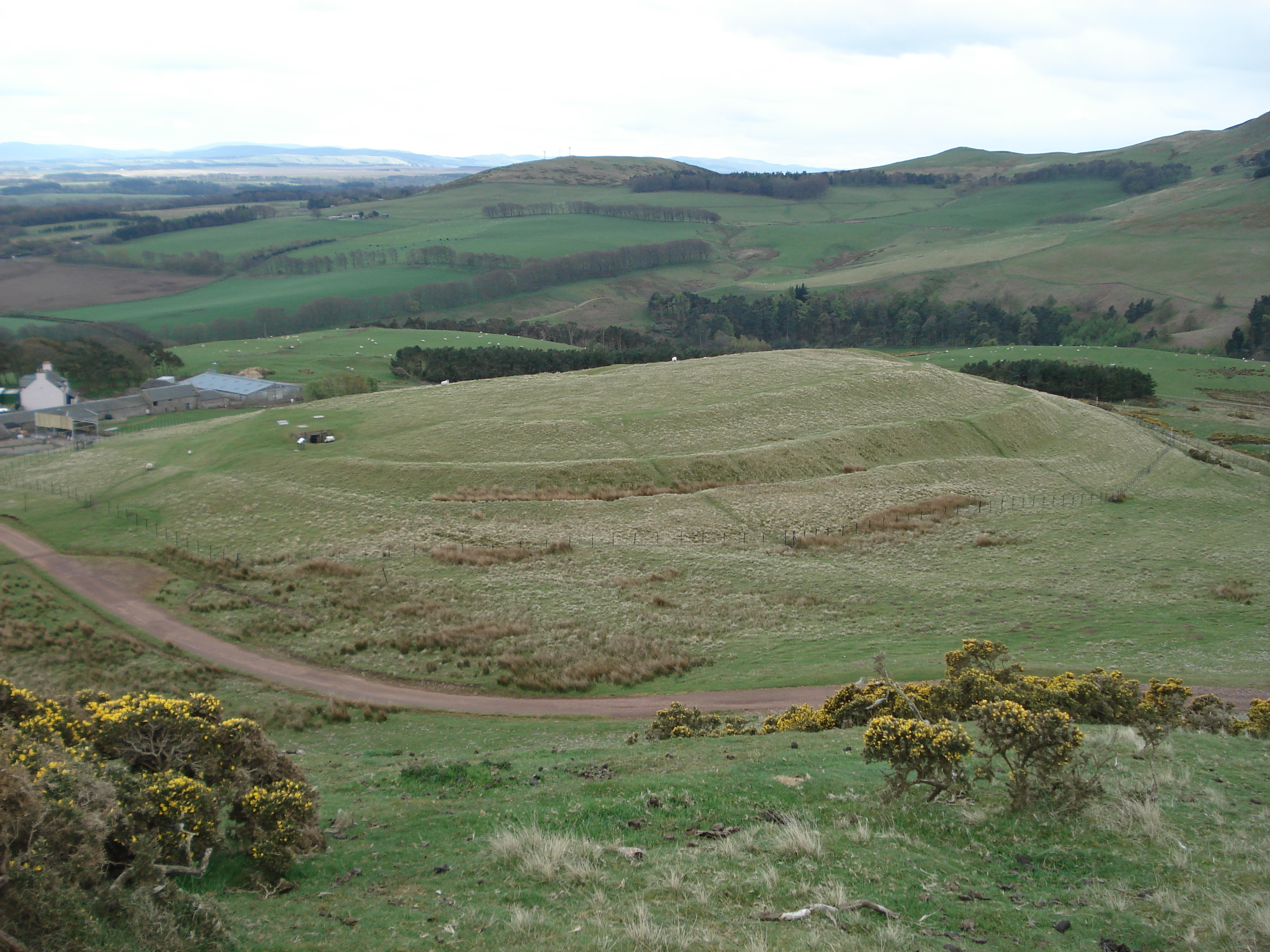
Castlelaw Hill Fort
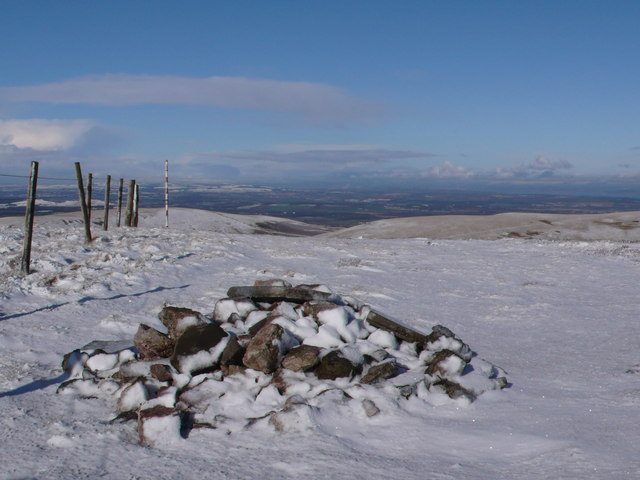
Cairn auf der Kuppe
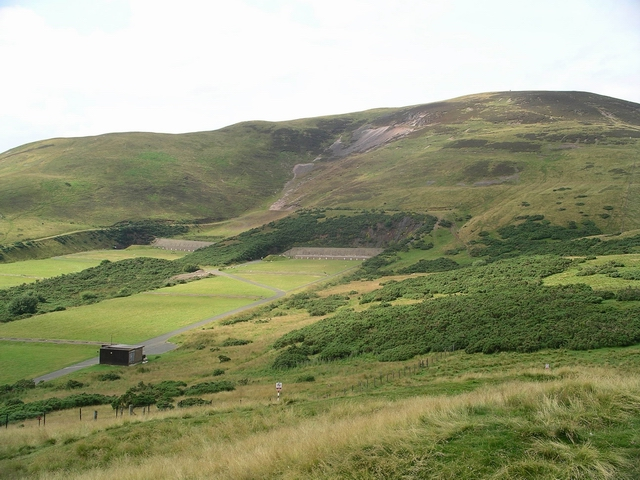
Militärische Anlagen